# Lipschitzallee (métro de Berlin)
Lipschitzallee est une station de la ligne 7 du métro de Berlin en Allemagne. Elle est située dans le quartier de Gropiusstadt, de l'arrondissement de Neukölln.

## Situation
La station est établie sous la rue du même nom, en face de l'église Saint-Dominique, entre Johannisthaler Chaussee au nord-ouest, en direction de Rathaus Spandau, et Wutzkyallee à l'est, en direction de Rudow.

## Architecture
La conception de la station, due à l'architecte Rainer G. Rümmler, est identique à celle de Wutzkyallee, sauf que les couleurs sont inversées.

## Historique
Elle est ouverte le 2 janvier 1970 lors de la mise en service d'un prolongement de la ligne entre Britz-Süd et Zwickauer Damm.

## Service des voyageurs

### Accueil
La station comprend un quai central accessible par une bouche équipée d'ascenseurs et d'escaliers mécaniques.

### Desserte
Lipschitzallee est desservie par les rames circulant sur la ligne 7 du métro.

### Intermodalité
La station de métro est en correspondance avec la ligne no 744 de la BVG.